# Kashveti (Esvanetia)
Kashveti (en georgiano y esvano: ქაშვეთი) es una aldea de Georgia ubicada en el noreste de la región de Mingrelia-Alta Esvanetia, siendo parte del municipio de Mestia.

## Geografía
La aldea es parte de la región histórica de Esvanetia y se administra desde el pueblo de Lemsia.

## Demografía
La evolución demográfica de Kashveti entre 2002 y 2014 fue la siguiente:
| 111                                             | 125 |
| (Fuente: Population of Georgia in Soviet times) |     |

Según el censo de 2014, los georgianos (esvanos) constituían el 99,2% de la población.